# Strojnik
Strojnik (Lampris guttatus), nazywany też „rybą księżycową” – gatunek ryby strojnikokształtnej z rodziny strojnikowatych (Lamprididae). Jest to jedyna znana ryba przeprowadzająca termoregulację, stanowiącą do pewnego stopnia odpowiednik stałocieplności u ptaków i ssaków.

## Występowanie
Ryba żyjąca we wszystkich morzach strefy umiarkowanej i ciepłych, w strefie otwartego morza na głębokości od 100 do 400 m.

## Opis

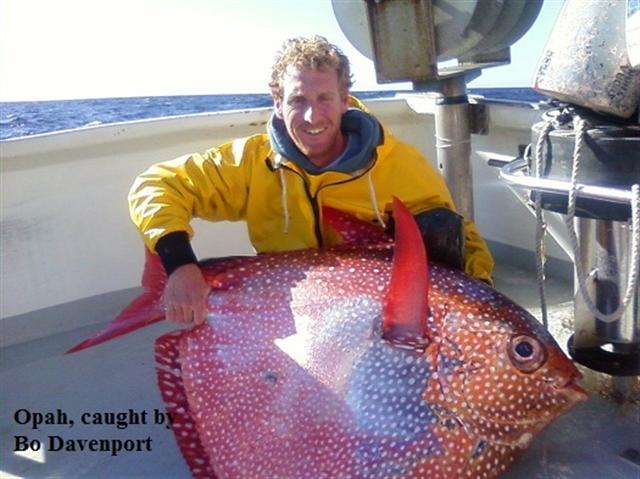
Osobnik schwytany u wybrzeży USA

Osiąga maksymalnie do 200 cm długości i masę ciała do 100 kg. Ciało bardzo wysokie, silnie bocznie spłaszczone, pokryte małymi łuskami, luźno osadzonymi. Otwór gębowy mały, bezzębny. Płetwy grzbietowa i odbytowa bardzo długie, bez twardych promieni. Przednia część płetwy grzbietowej znacznie wyższa od części tylnej. Płetwa ogonowa duża, wklęsła. Płetwa brzuszna długa i mocna.
Ubarwienie grzbietu ciemnoniebieskie do fioletowego. Boki jaśniejsze, brzuch różowawy.
Unikatową cechą tej ryby jest jej stałocieplność. Strojniki są w stanie utrzymywać temperaturę ciała wyższą o 5 °C od temperatury otoczenia, co pozwala im zachować dużą aktywność podczas polowania w zimnej wodzie na dużych głębokościach (mezopelagial). Ryby te do poruszania używają przede wszystkim silnych płetw piersiowych. Krew z ciepłych mięśni piersiowych jest kierowana do skrzeli poprzez sieć naczyń krwionośnych, sąsiadujących z naczyniami odprowadzającymi z nich natlenioną, ale ochłodzoną krew. W naczyniach tych dochodzi do wymiany ciepła, wskutek czego do całego organizmu strojnika dopływa już ogrzana krew. Niektóre ryby (np. tuńczyk, żarłacz biały i ostronos atlantycki) posiadają zdolność do utrzymywania przez taki mechanizm podwyższonej temperatury w niektórych częściach ciała, ale strojnik jest jedyną rybą, u której stwierdzono podwyższoną temperaturę całego ciała, w tym serca.

## Odżywianie
Strojnik jest aktywnie polującym drapieżnikiem, żywi się głównie głowonogami i skorupiakami.

## Wykorzystanie
Choć sam w sobie strojnik nie jest celem połowów, stanowi ceniony przyłów przy połowach tuńczyka. Tłuste, czerwone mięso ryby jest bardzo smaczne. Sprzedawany świeży lub mrożony; serwowany jako sashimi.

## Rozród
Brak danych o rozmnażaniu się strojnika.